# Харьковская кондитерская фабрика
Харьковская кондитерская фабрика «Харьковчанка» (укр. Харківська кондитерська фабрика «Харків'янка») — предприятие пищевой промышленности в Харькове.
В связи с использованием в производственных процессах опасных химических веществ, относится к категории предприятий повышенной опасности.

## История
История предприятия начинается в 1896 году, когда в Харькове была открыта кондитерская фабрика товарищества «Жорж Борман».
После Октябрьской революции фабрика была национализирована и в 1922 году получила новое название: Харьковская кондитерская фабрика «Октябрь» (укр. «Жовтень»).
В 1927/1928 году фабрика выпустила продукции на 8,8 млн рублей, в дальнейшем предприятие было реконструировано. Были внедрены новые технологические процессы, автоматизация и механизация работ, установлена конвейерная система и улучшен внутризаводской транспорт. В результате, уже в 1932 году численность работников фабрики увеличилась до 2658 человек, объёмы выпускаемой продукции — до 49,8 млн рублей в год.
По состоянию на начало 1935 года, фабрика являлась третьей по мощности среди кондитерских фабрик СССР.
В 1976 году фабрика стала главным предприятием Харьковского производственного объединения кондитерской промышленности (в состав которого вошла также Харьковская бисквитная фабрика).
С 2004 года фабрика входит в состав корпорации «Бисквит-Шоколад».

## Современное состояние
На фабрике работает около полутора тысяч человек. Производство продукции составляет 24 тысяч тонн при расчетной мощности 35 тысяч тонн в год.
Кондитерская фабрика «Харьковчанка» расположена в центре Харькова, в состав предприятия входят шесть основных цехов: карамельный, ирисо-конфетный, конфетно-шоколадный, шоколадный и мучнисто-кондитерский. Предприятие производит карамель, конфеты (глазированные и неглазированные), шоколад, зефир, ирис, мармелад, драже.

## Известные сотрудники
- Китаенко, Антон Макарович (1897—1942), советский деятель подполья на Украине в годы Великой Отечественной войны, работал до войны мастером на кондитерской фабрике, был секретарем первичной партийной организации.